# 이수복
이수복(李壽福, 1924년 ~ 1986년)은 대한민국의 시인이다. 전라남도 함평군 출신이며 조선대학교 국문과를 졸업했다. 1954년 《문예》에 <동백꽃> 발표로 문단에 데뷔. 1955년 <실솔>, <봄비>로 <현대문학> 추천 완료. 1957년 제3회 현대문학 신인문학상을 수상했다. 조용한 눌언(訥言)의 시인으로 조선대학에 출강하기도 했으며, 광주 수피아여고, 광주일고, 순천고교 등에서 재직하였다. 시집으로 <봄비> 출간. 동양적 서정 세계를 부드럽고 아늑한 율조로 읊은 그의 서정시는 전통시의 한 전형으로 높이 평가되고 있다.